# Georg Zacharias Platner

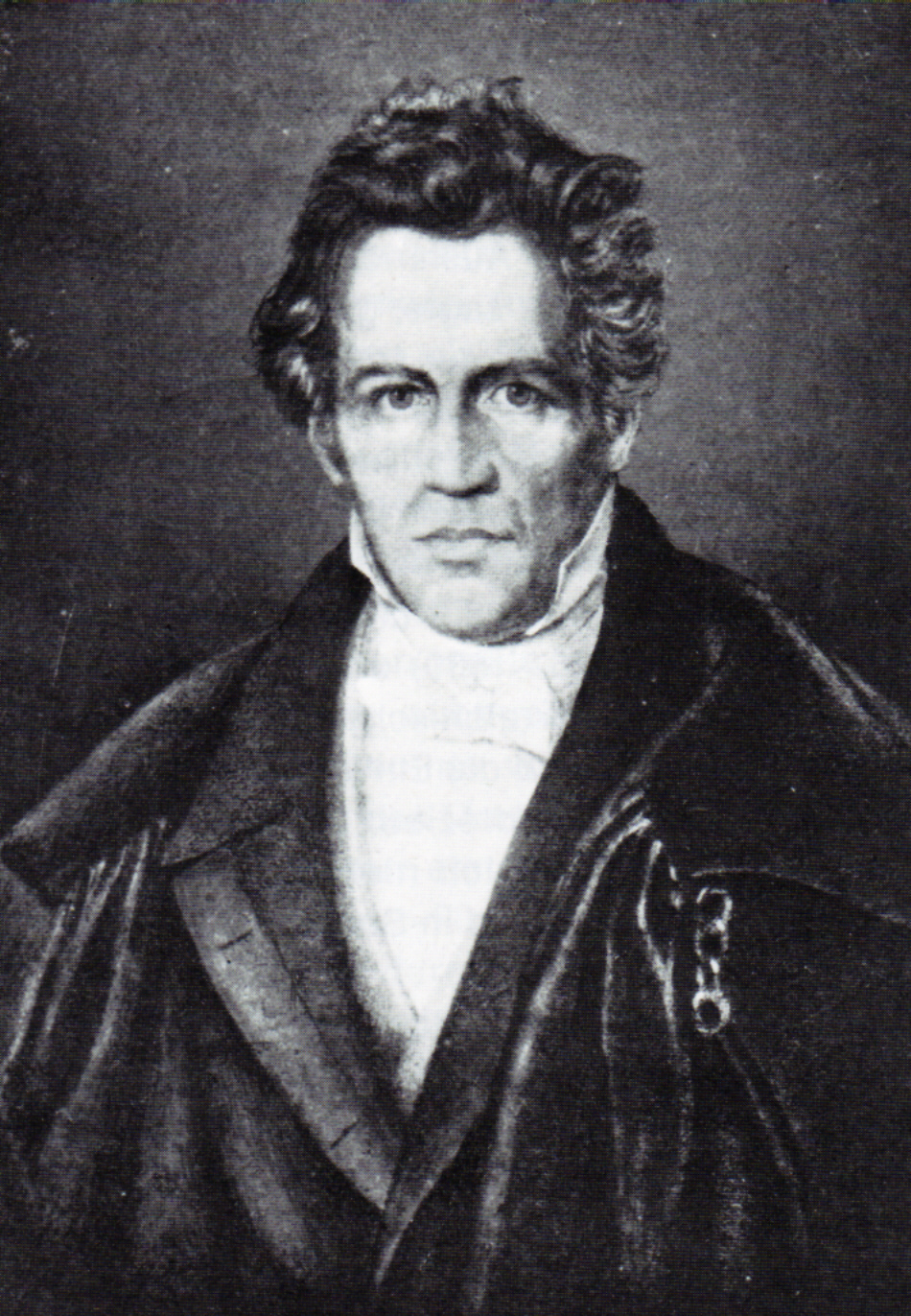
Georg Zacharias Platner

Georg Zacharias Platner (* 27. Juli 1781 in Nürnberg; † 8. Juli 1862 ebenda) war ein deutscher Kaufmann und Politiker, bekannt wurde er als Initiator und Begründer der Ludwigseisenbahn von Nürnberg nach Fürth.

## Leben
Platner absolvierte eine Ausbildung sowohl im väterlichen Nürnberger Handelshaus als auch in Basel und Hamburg. 1801 kehrte er nach Nürnberg zurück, wo er in das Familienunternehmen eintrat. 1808 heiratete Platner Maria Katharina Elise Cramer. Nach dem Tode seines Vaters übernahm er 1811 die Leitung der Firma. Infolge der Kontinentalsperre musste das Unternehmen vom Handel mit Indigo auf Tabak umschwenken.
Bereits ab 1810 übernahm Platner öffentliche Aufgaben. Unter anderem vertrat er die Nürnberger Kaufmannschaft in München beim König und als Abgeordneter in der zweiten Kammer des Parlaments. Ab 1818 war er Mitglied des Gemeindebevollmächtigtencollegs, von 1827 an Marktvorsteher und Handelsappelationsgerichtsassessor. Als Unterhändler für Nürnberg nahm er 1828 zusammen mit Johannes Scharrer an den Verhandlungen zur Gründung des Süddeutschen Zollvereins teil. 1846 übergab er das Unternehmen an seine Söhne Georg und Albert. 1848 war er Mitglied des Vorparlaments.

## Platner und die Ludwigseisenbahn
Er war von der Idee fasziniert, eine Eisenbahnlinie von Nürnberg nach Fürth zu bauen. Am 14. Mai 1833 gab Platner mit verschiedenen Befürwortern, u. a. auch den Bürgermeistern von Nürnberg und Fürth, eine Einladung heraus, sich an der Gründung einer Eisenbahngesellschaft zu beteiligen. Dieser Aufruf fand großen Anklang; die finanzielle Beteiligung an das künftige Unternehmen war zahlreich. Hauptaktionär war Platner mit 21.000 Gulden.
Grundlage für diesen Erfolg war, dass er als Erster überhaupt eine Marktforschung vornahm. So ließ er durch einen Fürther Drechslermeister alle Personen und Transporte zwischen Nürnberg und Fürth zählen. Basierend auf diesen Zahlen erstellte er eine Rentabilitätsrechnung für die Bahnstrecke.
Am 3. Juli 1835 bekam die Eisenbahngesellschaft den Namen Ludwigseisenbahn, nachdem König Ludwig seine Genehmigung dazu gab. Die Eröffnung der Strecke von Nürnberg nach Fürth fand am 7. Dezember 1835 statt.
Platner, der zugleich auch Direktor des Unternehmens war, verdiente mit 1200 Gulden weniger als sein Lokführer William Wilson mit einem Einkommen von 1500 Gulden.

## Platner als Förderer des Nürnberger Stadtgrüns
Georg Zacharias Platner hatte als selbstloser Verschönerer der Umgebung Nürnbergs zu seiner Zeit einen denkwürdigen Ruf.
Er legte ab 1818–1821 an der heutigen Bucher Straße in Zusammenhang mit seinem Privatgarten auf benachbarten, ihm ebenfalls gehörenden Grundstücken die sogenannte Platnersanlage an, einen Grünzug als öffentlich zugänglicher Landschaftsgarten. Der heutige Colleggarten ging aus Platners Privatgarten, die Grünanlagen am Friedrich-Ebert-Platz aus der Platnersanlage genannten Grünfläche hervor.
G. Z. Platner machte sich auch um die Verschönerung des Judenbühls verdient, den er ab 1856 auf seine Kosten zu einem englischen Landschaftsgarten umgestalten ließ, welcher lange Zeit unter seinem neuen Namen Maxfeld als Festplatz diente und aus dem der spätere Stadtpark hervorging. Auch an der Verschönerung des Dutzendteich-Parks war Platner beteiligt.
Nach Platner ist der Platnersberg benannt, heute eine Nürnberger Grünanlage. 1836 hatte Platner das damals noch Thumenberg genannte Anwesen mitsamt seinem Herrensitz gekauft und baute die Gartenanlagen zu einem weitläufigen Park aus. 1854 genehmigte ein königliches Reskript die Umbenennung in Platnersberg.
Sein Grab befindet sich auf dem Johannisfriedhof (Nürnberg).